# Osram
OSRAM Licht AG é uma multinacional do setor de iluminação cuja sede fica em Munique, Alemanha.
OSRAM foi fundada em 1919 pela fusão dos negócios de iluminação da Siemens & Halske e da AEG, em 1978 a Siemens passou a ser proprietária de toda a empresa. Em 5 de julho de 2013, a OSRAM foi desmembrada da Siemens e a listagem de suas ações começou em 8 de julho de 2013 na Frankfurt Stock Exchange.
O nome "Osram" é um derivado de ósmio e Wolfram (o elemento tungstênio em alemão),como ambos esses elementos eram comumente usados para filamentos de iluminação no momento em que a empresa foi fundada. A marca da OSRAM nasceu em 1906 e foi registada pela Deutsche Gasglühlicht-Anstalt (^também conhecida como Auer-Gesellschaft).
Em dezembro de 2019, a empresa sensores austriaca AMS, adquiriu 59,3% das ações da Osram por 4,6 bilhões de euros,a aquisição foi concluída em 6 de julho de 2020, após a aprovação da comissão antitruste da União Europeia, com isso a AMS passou a deter 69% das ações da Osram.
Entre maio e junho de 2021, a AMS adquiriu mais ações da Osram, passando a ter 80,3% das ações, 30 de junho de 2021, a empresa deixou a Bolsa de Valores de Frankfurt e a sua proprietária passou a se chamar AMS-Osram e tendo suas ações agora cotadas na SIX Swiss Exchange da Suíça a partir de 30 de setembro de 2021.